# Brachylophus vitiensis
Brachylophus vitiensis är en ödleart som beskrevs av Gibbons 1981. Brachylophus vitiensis ingår i släktet Brachylophus och familjen leguaner. Inga underarter finns listade.
Exemplaren blir utan svans upp till 25 cm långa. På ryggens topp förekommer stora taggar. Hos Brachylophus vitiensis har hannar och honor strimmar på bålen.
Arten förekommer på olika öar som ingår i Fijiöarna. Den lever där i mera torra skogar. Några öar ligger upp till 500 meter över havet. Individerna klättrar i träd och äter olika växtdelar som blad, blommor, frukter och unga växtskott. Arten hämtar gärna föda från trädet Vavaea amicorum. Honor gräver vartannat år under regntiden en jordhåla och lägger 2 till 4 ägg. Äggen kläcks efter nio månader vad som är långt för en ödla.
Beståndet hotas av skogens omvandling till jordbruksmark, av betande getter som skadar träd och av främmande växter. Även bränder utgör ett hot. Flera exemplar dödas av tamkatter och troligtvis skadas individer av svartråttor. En konkurrent är den införda gröna leguanen. IUCN listar arten som akut hotad (CR).